# Planetarium im Deutschen Museum
Das Planetarium im Deutschen Museum war das erste dauerhaft betriebene Projektionsplanetarium der Welt. Es befindet sich seit 1925 im Sammlungsbau des Deutschen Museums auf der Münchner Museumsinsel.

## Geschichte

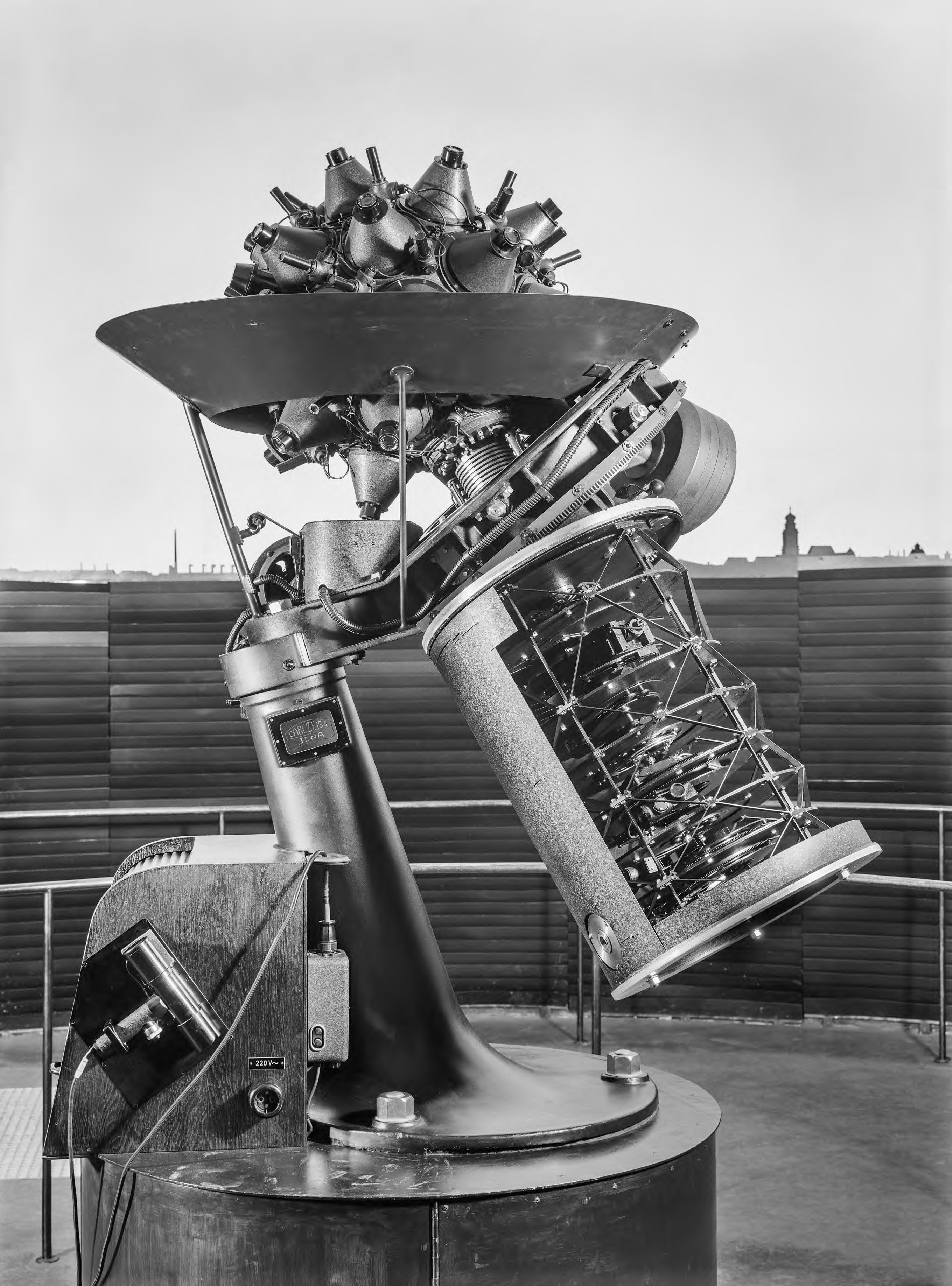
Planetariumsprojektor Zeiss Modell I im Deutschen Museum

Die Geschichte des Museumsplanetariums begann schon in der 1906 eröffneten provisorischen Ausstellung im alten Nationalmuseum, dem heutigen Museum Fünf Kontinente. In der Astronomieausstellung waren zwei mechanische Planetarien zu sehen. Eines zeigte das geozentrische Weltmodell in einer gläsernen, mit Sternbildern bemalten Kugel von etwa 1,5 Meter Durchmesser, in deren Mittelpunkt die Erde aufgehängt war. Mittels Kurbel und einem komplizierten Getriebe ließen sich die an Auslegern befestigte Sonne, Mond und Planeten nach den Vorstellungen des griechischen Astronomen Ptolemäus (2. Jahrhundert) bewegen. Ein ähnlich aufgebautes Modell veranschaulichte das von Kopernikus (1473–1543) beschriebene heliozentrische Weltbild mit der Sonne im Mittelpunkt, die von Planeten und ihren Monden umkreist wird. Der Museumsgründer Oskar von Miller wollte damit den Besuchern den Wandel vom geozentrischen zum heliozentrischen Weltbild vermitteln, der auch als kopernikanische Revolution bezeichnet wird.
In den Modellen konnten Sternenhimmel und Planetenbahnen nur von außen betrachtet werden. Im neuen Museumsgebäude wollte Miller eine größere Lösung schaffen, in der die Bewegungen der Himmelskörper aus Sicht der Erde zu beobachten sind: In einem großen Kopernikanischen Planetarium soll der Besucher in einem „Erdwagen“ die in der Raummitte fest stehende Sonne umkreisen, um so die von der Erde wahrnehmbaren Mond- und Planetenbahnen zu beobachten. Ein separater Raum soll den Sternenhimmel über München zu verschiedenen Jahres- und Tageszeiten zeigen. Für dieses, wegen des ruhenden Betrachters sogenannte Ptolemäische Planetarium folgte Miller zunächst einem Vorschlag des Direktors des Heidelberger Observatoriums Max Wolf zum Bau einer begehbaren, drehbaren Blechkugel mit von außen beleuchteten Sternenlöchern und mechanisch bewegter Sonne, Mond und Planeten im Innern.
Im Oktober 1913 konnte Oskar von Miller die Geschäftsleitung der Firma Carl Zeiss in Jena überzeugen, die Ausführung beider Planetarien zu übernehmen. Im Laufe einer Besprechung zwischen Verantwortlichen des Deutschen Museums und Zeiss in Jena am 24. Februar 1914 schlug Walther Bauersfeld vor, die komplizierte Mechanik des ptolemäischen Planetariums durch Projektoren im Mittelpunkt der Kugel zu ersetzen. Diese später als „Geburtsstunde des Projektionsplanetariums“ bezeichnete Idee stieß auch bei Miller auf große Zustimmung, obwohl sie Änderungen der Raumplanung nötig machte. 
Während des Ersten Weltkriegs kamen die Arbeiten am Planetariumsprojekt weitgehend zum Erliegen. Nachdem Bauersfeld im März 1919 die grundlegende Konzeption des Sternenprojektors vorgelegt hatte, setzten die Konstrukteure ihre Arbeit fort. Die Fixsternprojektoren, von denen jeder einen Ausschnitt des Sternenhimmels wiedergibt, wurden auf einem kugelförmigen Träger um eine gemeinsame Lichtquelle angeordnet. Mittels Drehung um eine zur Erdachse parallele Geräteachse lässt sich der Tageslauf der Gestirne darstellen. Im September 1921 fand in München eine erste Demonstration der Fixsternprojektion statt. Als weitaus schwieriger erwies sich die Realisierung der Schleifenbewegung der Planeten und die Abbildung der Mondphasen. Die separaten, beweglichen Projektoren für Sonne, Mond und Planeten wurden in sieben Etagen auf einem Gerüst angeordnet, das entlang einer zu den Ekliptikpolen zeigenden Achse ausgerichtet ist. Die Projektion der Planetenbahnen wird mittels mechanischer Modelle aus der heliozentrischen Bewegung abgeleitet. Tageslauf, Jahreslauf, Präzession und Planetenbewegung sind über Getriebe gekoppelt.
In einer auf dem Dach der Zeiss-Werke errichteten Kuppel konnte der Projektor im Sommer 1923 erstmals unter realen Bedingungen erprobt werden. Auf Wunsch Oskar von Millers wurde der unfertige Projektor in der Neun-Meter-Kuppel des noch im Bau befindlichen Deutschen Museums installiert und bei der Jahresversammlung am 21. Oktober 1923 dem Museumsausschuss präsentiert. In den darauffolgenden sechs Wochen fanden erste öffentliche Vorführungen statt, die auf großes Interesse stießen. Ende Dezember brachte man den Projektor nach Jena zurück, wo er nach Abschluss der restlichen Arbeiten von Juli 1924 bis März 1925 in der Kuppel auf dem Zeiss-Werk öffentlich vorgeführt wurde. 

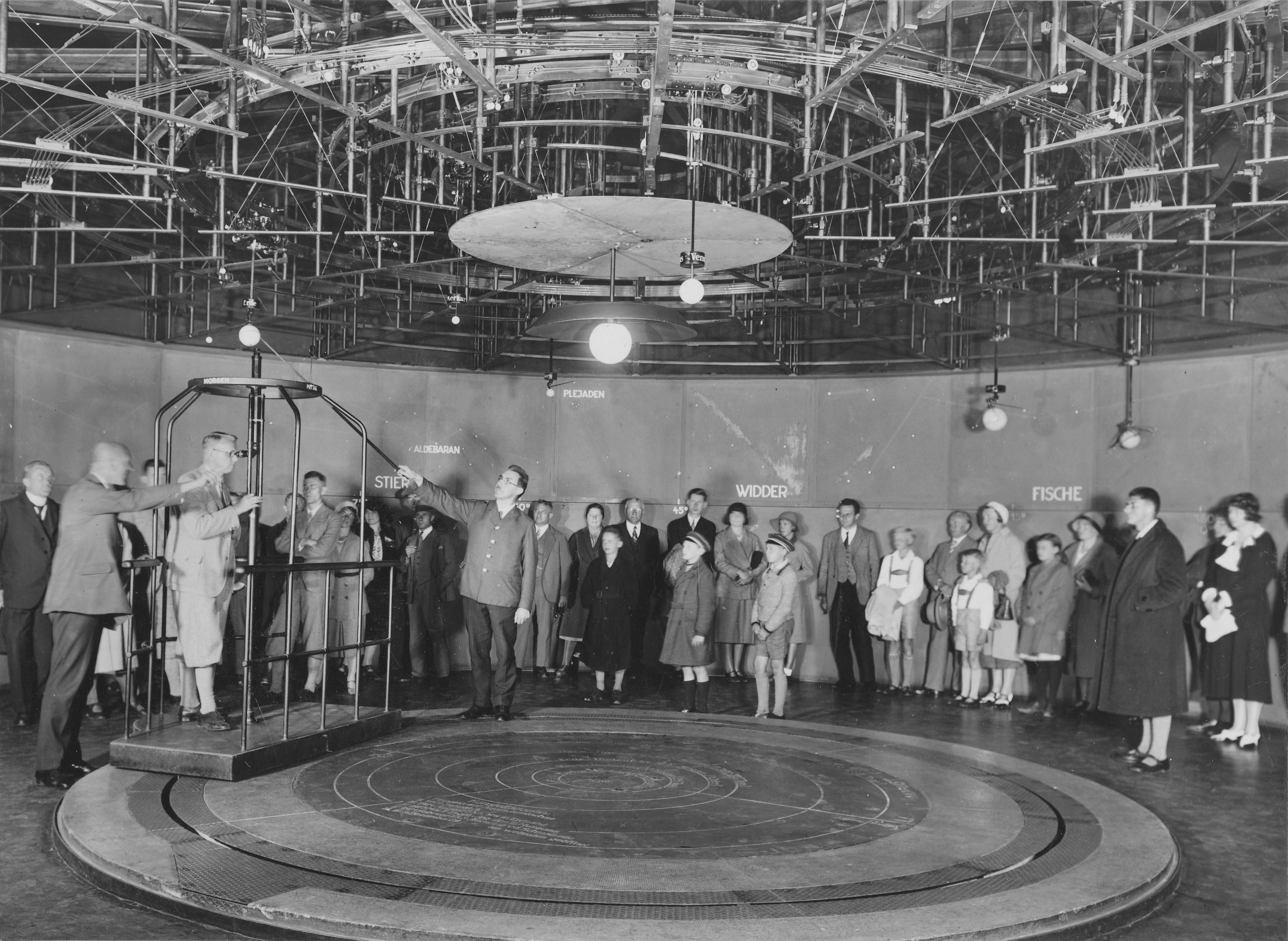
Kopernikanisches Planetarium im Deutschen Museum

Im Oktober 1924 war auch das kopernikanische Planetarium im Museum fertiggestellt. In einem zylindrischen Raum von zwölf Meter Durchmesser bewegten sich an der Decke aufgehängte, in Führungsschienen laufende Planeten um eine in der Mitte positionierte beleuchtete Sonne. Durch Heben und Senken der Planetenkugeln wurde die Bahnneigung simuliert; eine Mechanik im Innern steuerte die Bewegung der Monde. An der Wand montierte Lämpchen bildeten den Fixsternhimmel ab. Von einem unterhalb der Erdkugel auf Schienen laufenden Wagen konnten die Himmelskörper durch ein Periskop aus Sicht der Erde betrachtet werden. Rechtzeitig zur Eröffnung des neuen Museumsgebäudes am 7. Mai 1925 war der Sternenprojektor wieder in München, so dass beide Planetarien ihren Betrieb aufnehmen konnten.
Bei Luftangriffen kurz vor Ende des Zweiten Weltkriegs wurden große Teile des Museums beschädigt, darunter die Kuppel und die Einrichtung des kopernikanischen Planetariums. Der zuvor ausgelagerte Sternenprojektor kam ab 1951 in einer provisorischen Gipskuppel im ersten Obergeschoss wieder zum Einsatz. Beim Wiederaufbau des Museums verlegte man das Projektionsplanetarium in die vergrößerte Mittelkuppel, ein Stockwerk über dem ursprünglichen Standort. Das neue Planetarium wurde 1960 eingeweiht. Das kopernikanische Planetarium baute man nicht wieder auf.
Von 2013 bis 2015 wurde das Planetarium renoviert, eine neue Projektionskuppel mit 15 Meter Durchmesser eingebaut und die Projektionstechnik erneuert. Es bietet Platz für 160 Zuschauer. Wegen der Gebäudesanierung ist der Bereich von Juli 2022 bis voraussichtlich 2028 geschlossen.
Vom 5. Mai 2023 bis 28. Januar 2024 fand die Sonderausstellung 100 Jahre Planetarium statt. Neben Exponaten aus dem Bereich der Astronomie waren die seit Museumseröffnung eingesetzten Planetariumsprojektoren zu sehen. Da das Museumsplanetarium wegen der Gebäudesanierung nicht zugänglich war, fanden Vorführungen in einem mobilen Planetarium mit Zehn-Meter-Kuppel statt. Am 21. Oktober 2023, genau 100 Jahre nach der Präsentation des ersten Projektionsplanetariums, wurde das Jubiläum in zwei parallelen Festakten in München und Jena gefeiert.

## Technische Ausstattung

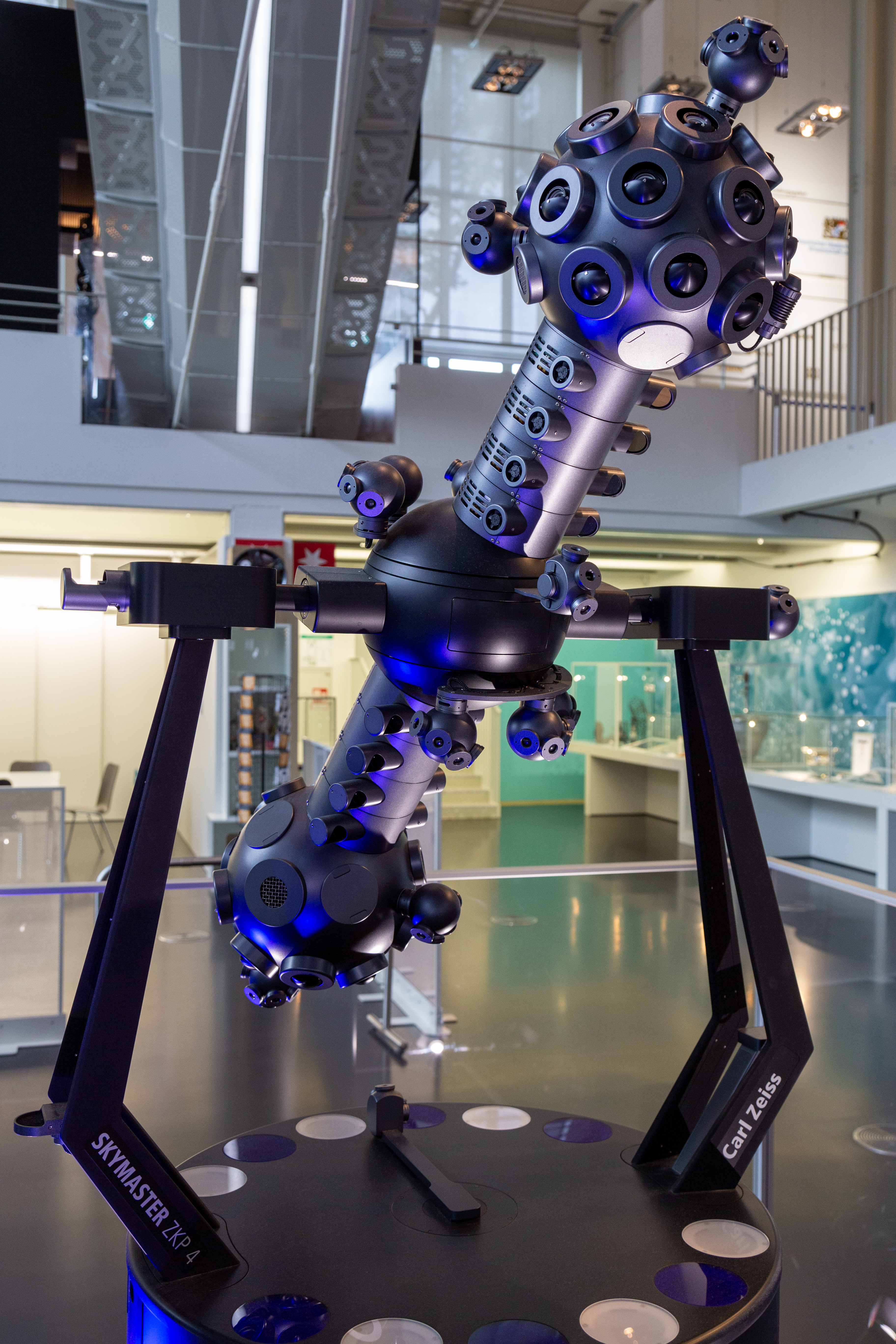
Planetariumsprojektor Zeiss Skymaster ZKP 4 in der Sonderausstellung 100 Jahre Planetarium

Der 1925 in Betrieb genommene Planetariumsprojektor Modell I hatte 72 Projektoren (davon 31 für die Sternfelder) auf der Fixsternkugel zur Darstellung von 4500 Sternen, Milchstraße und Sternbildnamen sowie 9 Projektoren im Planetengerüst für Sonne, Mond und die Planeten Merkur, Venus, Mars, Jupiter und Saturn. Als zentrale Lichtquelle diente eine 200 Watt, später 500 Watt starke Glühlampe. Durch die fixe Neigung der Drehachse war die Abbildung auf die geographische Breite von München festgelegt.
1960 wurde ein von Carl Zeiss in Oberkochen entwickelter Planetariumsprojektor Modell IV installiert. Der von Zeiss schon mit Modell II eingeführte hantelförmige Aufbau, bei dem die Planetenprojektoren zwischen zwei Fixsternkugeln angeordnet sind, ermöglicht die Darstellung des Sternenhimmels für beliebige Breitengrade.
1988 ersetzte ein computergesteuerter Planetariumsprojektor Zeiss M 1015 das ältere Modell. Dieser Projektor war speziell für kleine bis mittelgroße Planetarien konzipiert.
Seit 2015 kommt in der renovierten Planetariumskuppel ein Zeiss Skymaster ZKP 4 mit Glasfaseroptik und einem digitalen 4K-Ganzkuppel-Projektionssystem zum Einsatz.